# Lúcio da Cunha Figueiredo
Lúcio da Cunha Figueiredo (Juiz de Fora-MG, 09 de dezembro de 1929 - ?) foi um jogador de voleibol do Brasil.
Atleta do Clube de Regatas do Flamengo e da Seleção Brasileira, ele foi tri-campeão do Campeonato Sul-Americano de Voleibol Masculino e medalhista de bronze nos Jogos Pan-Americanos da Cidade do México, em 1955.
Em 2000 ele foi homenageado pelo Clube de Regatas do Flamengo com uma placa na Calçada da Fama do Flamengo.

## Conquistas
Clube de Regatas do Flamengo
- Torneio Cidade do Rio de Janeiro: 1953[6]
- Campeonato Carioca: 1951, 1953 e 1955
- Torneio dos Campeões Brasileiros: 1952[7]

Seleção Brasileira
- Campeonato Sul-Americano de Voleibol Masculino: 1951[8], 1956, 1958
- Jogos Pan-Americanos: Medalhista de bronze em 1955, na Cidade do México

### Honrarias
- Placa na Calçada da Fama do Flamengo.[5]